# Pranas Eidukevičius
Pranas Eidukevičius, litevsky Pranas Eidukevičius, (Vinco), krycí jméno: Marcelka, (25. záříjul./ 7. října 1869greg., Virbalis, Kybartský valsčius (historická administrativně-územní jednotka, přibližně na úrovni gminy), Ruské impérium – 7. března 1926, Moskva, SSSR) byl litevský politik, nejvíce známý jako jeden z organizátorů a první vůdce Komunistické strany Litvy, jinak také činitel Polské socialistické strany, Litevské strany sociálně-demokratické (LSDP) a Sociálně demokratické dělnické strany Ruska.

## Život
Pranas Eidukevičius se narodil v rodině železničáře. V letech 1885–1895 pracoval jako dělník v továrnách v Kaunasu, zúčastnil se stávek, za což byl pronásledován. V roce 1895 utekl do Rigy, kde pracoval jako zámečník, zúčastnil se akcí místních sociáldemokratů, za to byl v roce 1898 poslán do vyhnanství. V letech 1901–1903 bydlel v Grodně, v Białystoku, ve Volkovysku. Roku 1902 vstoupil do Socialistické strany Polska (PPS), v roce 1903 organizoval stávku v Grodně. Roku 1905 se účastnil revoluce v Lodži a Vilniusu.
V roce 1906 se stal členem Sociálně demokratické strany Litvy, spolupracoval také s bolševiky (přispíval do novin Pravda). Na sedmém sjezdu strany roku 1907 hájil ideu spojení strany s RSDDS. Udržoval kontakty polskými dělníky, po dobu 10 let působil v polských socialistických oddílech.
Roku 1907 se setkal s Leninem v otázce pomoci stávkujícím dělníkům ve Vilniusu.
Ve snaze zbavit se carské policie odešel roku 1909 na rok do Spojených států. Poté se vrátil a byl uvržen do vězení. Roku 1913 byl vyhoštěn. Odešel opět do USA, kde vedl stávku ve Filadelfii. V roce 1915 byl předsedou hlavního střediska dělnického odborového svazu ve Vilniusu.
V říjnu 1918 se stal jedním z organizátorů prvního sjezdu Komunistické strany Litvy, na kterém byl zvolen čestným předsedou.
Po obsazení Vilniusu Polskem odešel do Moskvy, kde roku 1926 zemřel.